# Морган, Тревор
Тревор Джон Морган (англ. Trevor John Morgan; род. 26 ноября 1986, Чикаго, Иллинойс, США) — американский актёр. Известен по фильмам «Гений», «Шестое чувство», «Патриот», «Шёпот ангелов», «Парк юрского периода III», «Стеклянный дом», «Жестокий ручей», «Семейный план», а также «Невероятные приключения динозаврика Барни», основанном на популярном детском телесериале.

## Ранние годы
Тревор Джон Морган родился в Чикаго (штат Иллинойс) и был самым младшим из четырёх детей; у него три старших брата и сестёр. Один из его братьев, Джо Морган, тоже стал актёром. Родители Тревора, Лиза Морган и Джо Боррассо, работали в MBM Studios, занимающейся киносъёмками и поиском талантов. Когда Моргану было пять, семья переехала в округ Ориндж (штат Калифорния), где Тревор стал сниматься в рекламных роликах. В 1997 году семья переехала в Лос-Анджелес (Калифорния), чтобы он мог продолжить актёрскую карьеру.

## Карьера
Актёрская карьера Моргана началась со съёмок в рекламных роликах для McDonald's и Cheerios, также его фотография украсила коробки с сухими завтраками Life cereal.
Первой работой Тревора в кино стала роль Алека Маккензи в художественном фильме 1997 года «Семейный план». В 1998 году он сыграл Коди Ньютона «Невероятные приключения динозаврика Барни», основанном на популярном детском телесериале «Барни и друзья», а в 1999 году ему досталась роль Дюка Купера в картине «Я буду помнить апрель». В том же году Морган сыграл в «Шестом чувстве» Томми Таммисимо, претенциозного молодого актёра. После успеха «Шестого чувства» картина «Я буду помнить апрель» была выпущена на видео, благодаря тому, что Осмент играл роль Пи Пи Клейтона. Картинка с Морганом на коробке была заменена на картинку с Осментом для маркетинговых целей. В это время Мел Гибсон который искал актёров, чтобы сыграть своих семи детей в картине «Патриот», увидел Моргана и взял его на роль своего сына Натана Мартина.
Морган появился в фильмах «Парк юрского периода III» и «Стеклянный дом» (2001). Среди других его работ в кино можно отметить мини-сериал «Эмпайр Фоллз», независимые фильмы «Жестокий ручей», Off the Black и Local Color, а также бейсбольный фильм Chasing 3000.
В 1998 году Морган появился в пяти эпизодах телесериала «Скорая помощь», где он сыграл жертву рака Скотти Анспо. За эту роль он получил премию SAG 1998 года вместе с основными участниками сериала. Среди других его работ на телевидении можно отметить «Гений» для Disney Telefilms, In Dog Dog для Viacom/Showtime, «Прикосновение ангела» для CBS, Fire Co. 132 для 20th Century Fox и Missing Persons для ABC. Также он появился в музыкальном клипе The Offspring на песню Kristy, Are You Doing Okay? как молодой Декстер Холланд.